# NGC 2597
NGC 2597 é uma estrela dupla na direção da constelação de Cancer. O objeto foi descoberto pelo astrônomo Albert Marth em 1864, usando um telescópio refletor com abertura de 48 polegadas. 